# خوک کشته
خوک کشته یک منطقهٔ مسکونی در افغانستان است که در ولایت بامیان واقع شده‌است.